# Exposición Internacional del Centenario

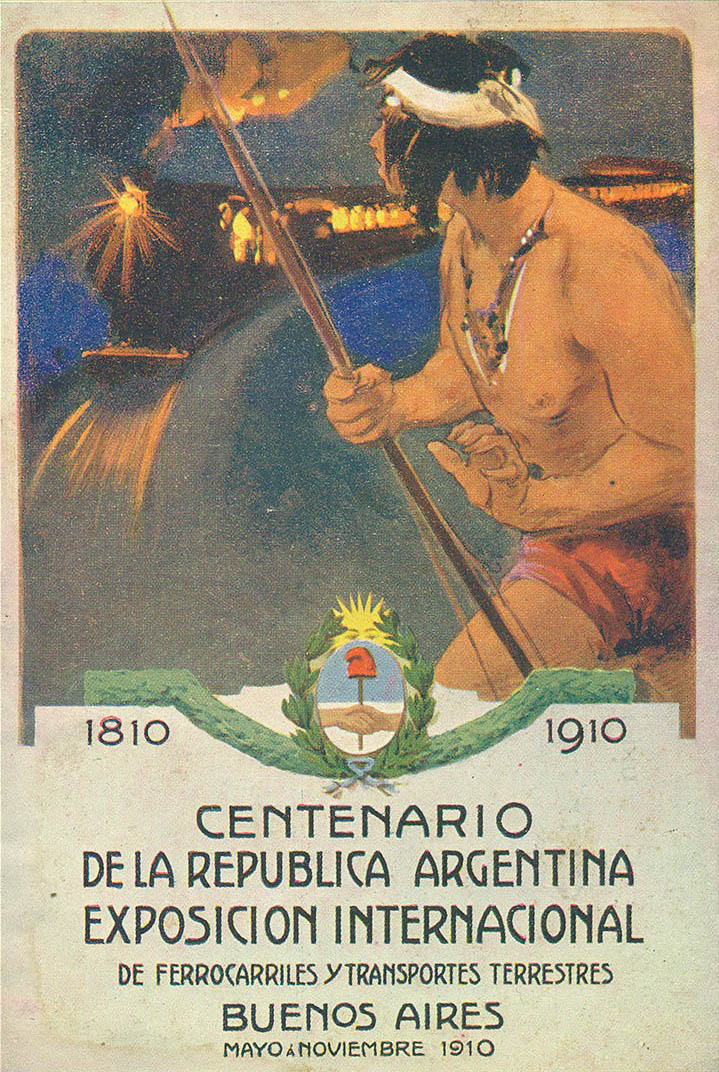
Postal de la exposición.

La Exposición Internacional del Centenario fue una exposición internacional realizada en la ciudad de Buenos Aires, Argentina. Se realizó entre los meses de mayo y noviembre de 1910, con motivo del festejo del centenario de la Primera Junta de gobierno patrio en el territorio español del Virreinato del Río de la Plata respecto a España.

## Contexto
Con una población de alrededor de 1,2 millones de personas hacia 1910, Buenos Aires era en ese momento el conglomerado urbano más grande de Latinoamérica, la octava ciudad del mundo y una de las más ricas gracias al modelo económico agroexportador que se había desarrollado desde 1880. Como capital de la aún joven República Argentina en el punto más alto de su expansión económica, la ciudad crecía rápidamente con una serie de oleadas de inmigración de Europa, principalmente de Italia y España.
Los festejos se llevaron a cabo bajo el estado de sitio declarado por el entonces Presidente José Figueroa Alcorta.

## Organización
La organización corrió por cuenta de las diversas sociedades civiles, como la Sociedad Rural Argentina o la Unión Industrial Argentina. El Estado Nacional y la Municipalidad de la Ciudad de Buenos Aires se limitaron a disponer los sitios donde se ubicarían las distintas muestras y coordinar aspectos generales.

## Pabellones

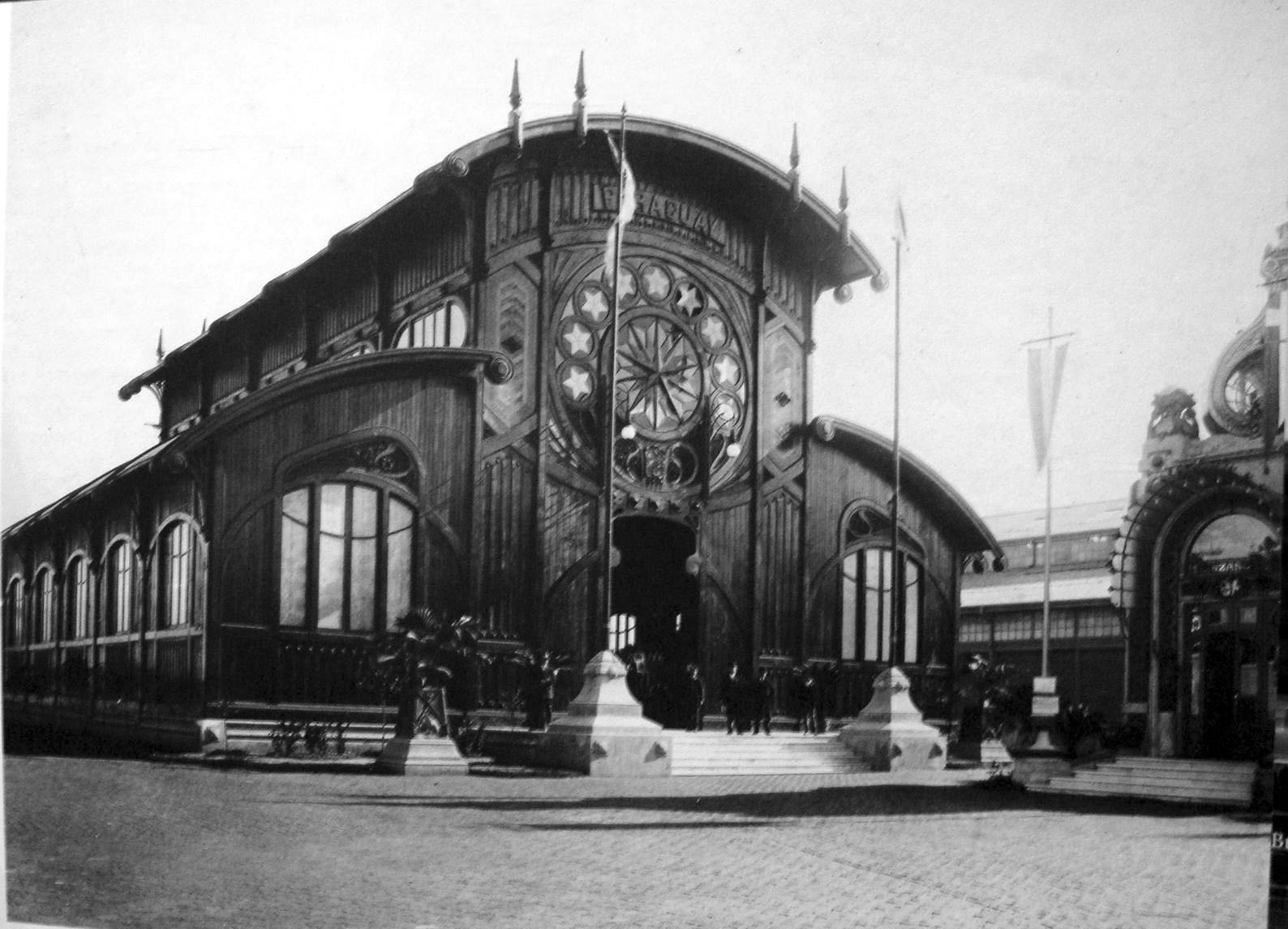
Pabellón del Paraguay en Agricultura.

La exposición se distribuyó en distintos espacios abiertos concentrados en el Barrio Norte de la ciudad, desde la Plaza San Martín al Parque 3 de Febrero.
Los distintos pabellones se agruparon por rubros, y también por las distintas provincias argentinas y algunos países invitados. En muchos de ellos primó el estilo modernista (art nouveau).
El Pabellón del Centenario es el único edificio de los 35 que se construyeron para los festejos de los 100 años de la Revolución de Mayo que aún "sigue en pie".

### Agricultura y ganadería
Se ubicó en los terrenos de La Rural en el barrio de Palermo, alojando una exposición dedicada a las actividades agropecuarias y los productos de las distintas regiones del país. la Sociedad Rural Argentina realizó una exposición de productos similar a la que venía llevando adelante de manera anual desde 1886, a cuya inauguración asistió la Infanta Isabel de Borbón y Borbón, pero a ella se sumaron exhibiciones de distintos cereales, imágenes del campo argentino, maquinaria agrícola de avanzada e incluso un vivero de especies exóticas donadas por el Jardín Botánico.

### Ferrocarriles y transportes terrestres

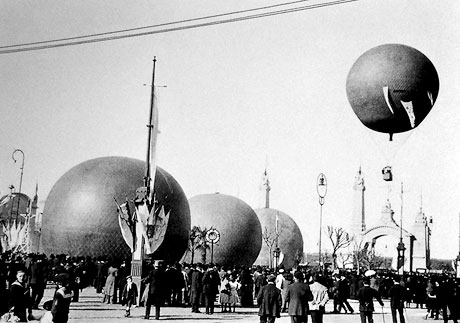
Globos aerostáticos de Jorge Newbery.

Se inauguró el 17 de julio de 1910 en los predios del Regimiento 1 de Patricios se alzó la exposición más importante y concurrida de todas, con automóviles europeos (Peugeot, Mercedes-Benz e Isotta, entre otros), yates, embarcaciones deportivas a remo, aeroplanos, locomotoras, carruajes y vagones.
En la Exposición se colocaron pabellones para los diversos países participantes (Argentina, Italia, Gran Bretaña, Alemania, Austria y Francia, este último era una sección y no un pabellón); los obreros que construyeron los pabellones eran enviados por las respectivas naciones. Debido a una huelga de los galponistas y carpinteros, la terminación de los pabellones se demoró unos días.
En el Pabellón Italiano se exhibió una réplica de una estación ferroviaria vidriada coronada por un busto de Víctor Manuel III, y en el Pabellón Argentino, otra pequeña estación de tren, locomotoras (como la primera que circuló en Buenos Aires en 1857: La Porteña), autobombas, un carruaje presidencial y motores a vapor y eléctricos. El pabellón de Gran Bretaña había instalado un pequeño sistema de cablecarril el cual atravesaba desde la puerta de susodicho pabellón hasta el pabellón alemán.
El káiser Guillermo II de Alemania propuso el envío de somalíes (por ese entonces Somalia era colonia del Imperio Alemán) para ser expuestos en el pabellón alemán. 
En el centro de la Exposición se encontraba una estatua de Jasón y los toros de Eetes de casi 5 metros de alto; el Estado argentino trató de comprarla para su permanencia en el país, pero la oferta fue rechazada y al finalizar la Exposición en 1911 la pieza fue reembarcada hacia Alemania. La puerta del pabellón italiano estaba ubicado directamente enfrente de susodicha estatua. 
Los hermanos Newbery (Jorge y Eduardo) habían organizado paseos y carreras en globos aerostáticos, para esta finalidad utilizaron cuatro globos, dispuestos en pares a cada lado de la Plaza central. Los visitantes podían pasear en los globos y observan la Exposición y zonas aledañas desde el aire. 
Cerró recién en enero de 1911.
Con motivo de esta exposición en particular se imprimió una viñeta conmemorativa sin valor postal en diversos colores.

### Higiene
En el Palacio Unzué, que se encontraba en la esquina de Avenida Alvear (hoy Avenida del Libertador) y Agüero, donde hoy está la Biblioteca Nacional. Se exhibieron distintos avances sanitarios, maquetas de tendidos de cloacas, instrumental médico moderno e instalaciones para hospitales. También participaron empresas de agua mineral y hubo kioscos instalados por distintas farmacias porteñas y varios laboratorios, los cuales enseñaron su producción medicinal y de perfumería.

### Bellas Artes

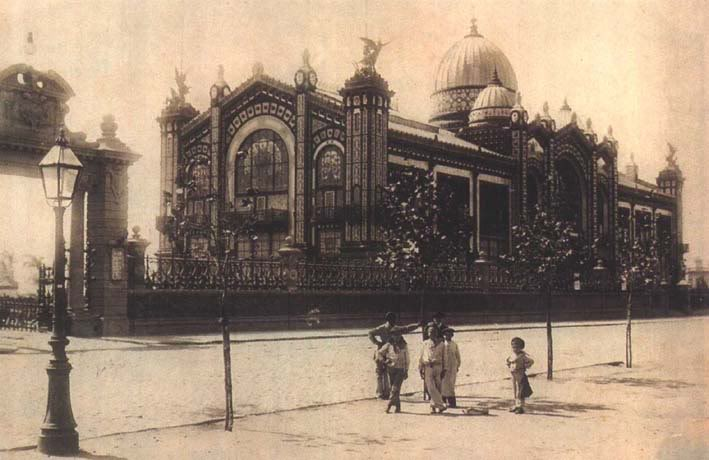
El Pabellón Argentino (1889), reciclado para la Exposición de Bellas Artes.

Se encontraba sobre la calle Arenales en la Plaza San Martín, junto al Hotel Plaza y dentro del edificio construido como Pabellón Argentino para la Exposición Universal de París de 1889, en donde había ganado el primer premio por su fastuosidad. Lo había diseñado el arquitecto francés Albert Ballu y constitía en una gran estructura metálica vidriada que se desmontó y trasladó desde su ubicación original. La muestra fue inaugurada por el intendente Manuel Güiraldes el 12 de julio de 1910, en presencia del presidente José Figueroa Alcorta entre otros, luego de que el pabellón fuera ampliado, ya que resultó no ser suficiente para la cantidad de piezas exhibidas, que alcanzaron un número de 2.375.
El edificio continuó siendo sede del Museo Nacional de Bellas Artes hasta 1933, cuando se inauguró el edificio actual en frente a la Plaza Intendente Alvear. El antiguo pabellón fue desmantelado y la Plaza San Martín fue así ampliada.
Con motivo de esta exposición en particular se imprimió una viñeta conmemorativa sin valor postal en diversos colores.

### Industria
Se inauguró recién el 25 de septiembre de 1910, en terrenos del Rosedal de Palermo, junto a la Avenida Alvear (hoy Av. del Libertador), donde se encontraba el antiguo field del Club Atlético Estudiantes. Incluyó maquinarias industriales, muchas de las cuales nunca antes habían sido vistas en la Argentina, y provenían de países europeos como Alemania.

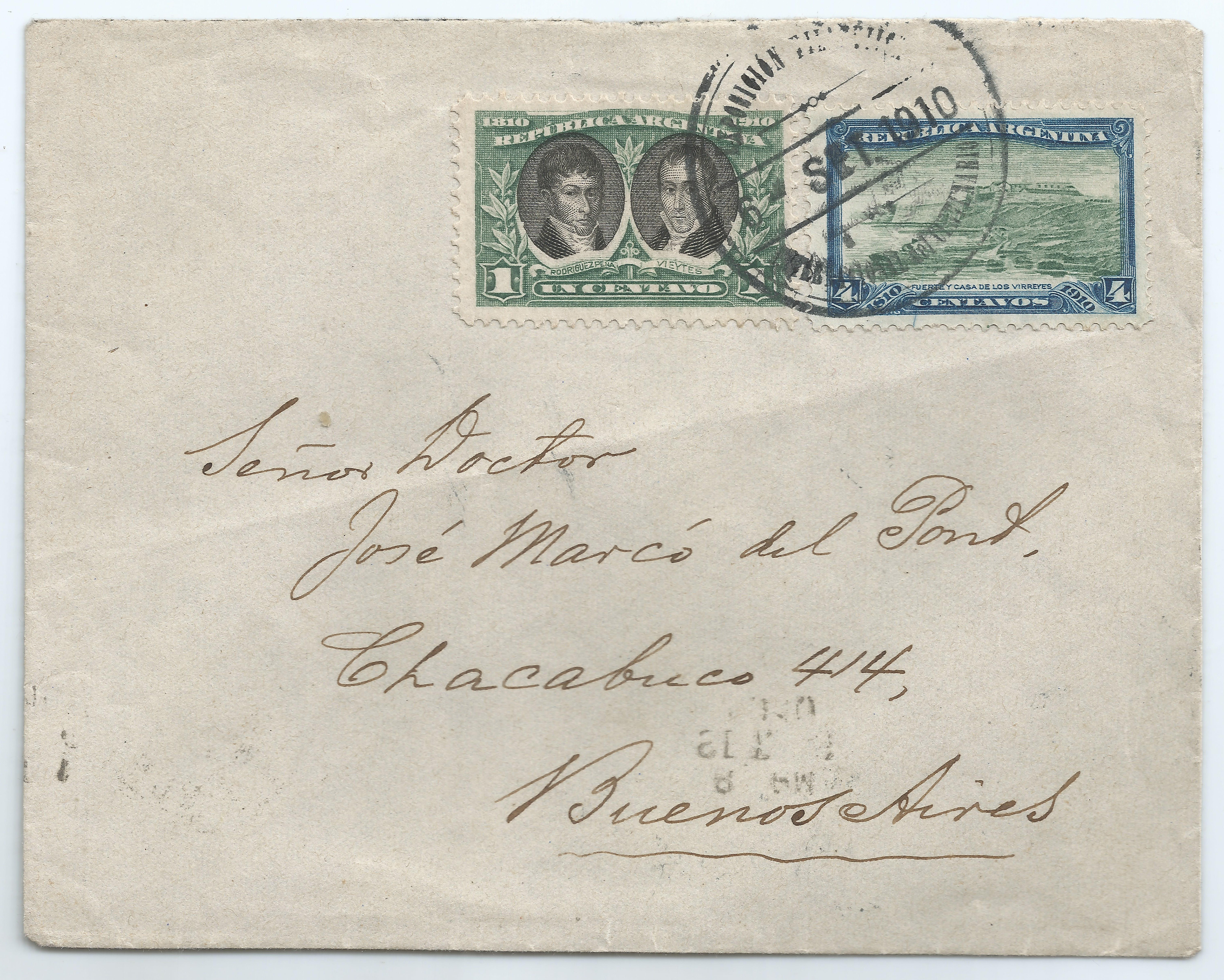
Matasello de la Exposición Filatélica Internacional del Centenario. Sobre enviado al filatelista José A. Marcó del Pont.

Con motivo de esta exposición en particular se imprimió una viñeta conmemorativa sin valor postal en diversos colores.

### Otros
Otras muestra menores formaron parte de la exposición, como la Filatélica y la del Centro de Almaceneros.
Para las Exposiciones de F.F.C.C., Higiene, Industria, el Congreso Pan-Americano y la Exposición Filatélica Internacional del Centenario se emitieron matasellos especiales solo aplicables por oficinas temporales en cada pabellón o edificio.

### Provincias y países
Se instalaron también pabellones de distintas provincias argentinas, como Córdoba, Mendoza, Salta, Jujuy y Tucumán, y de países amigos como España, Italia, Inglaterra, Suiza, Imperio austrohúngaro y Paraguay.

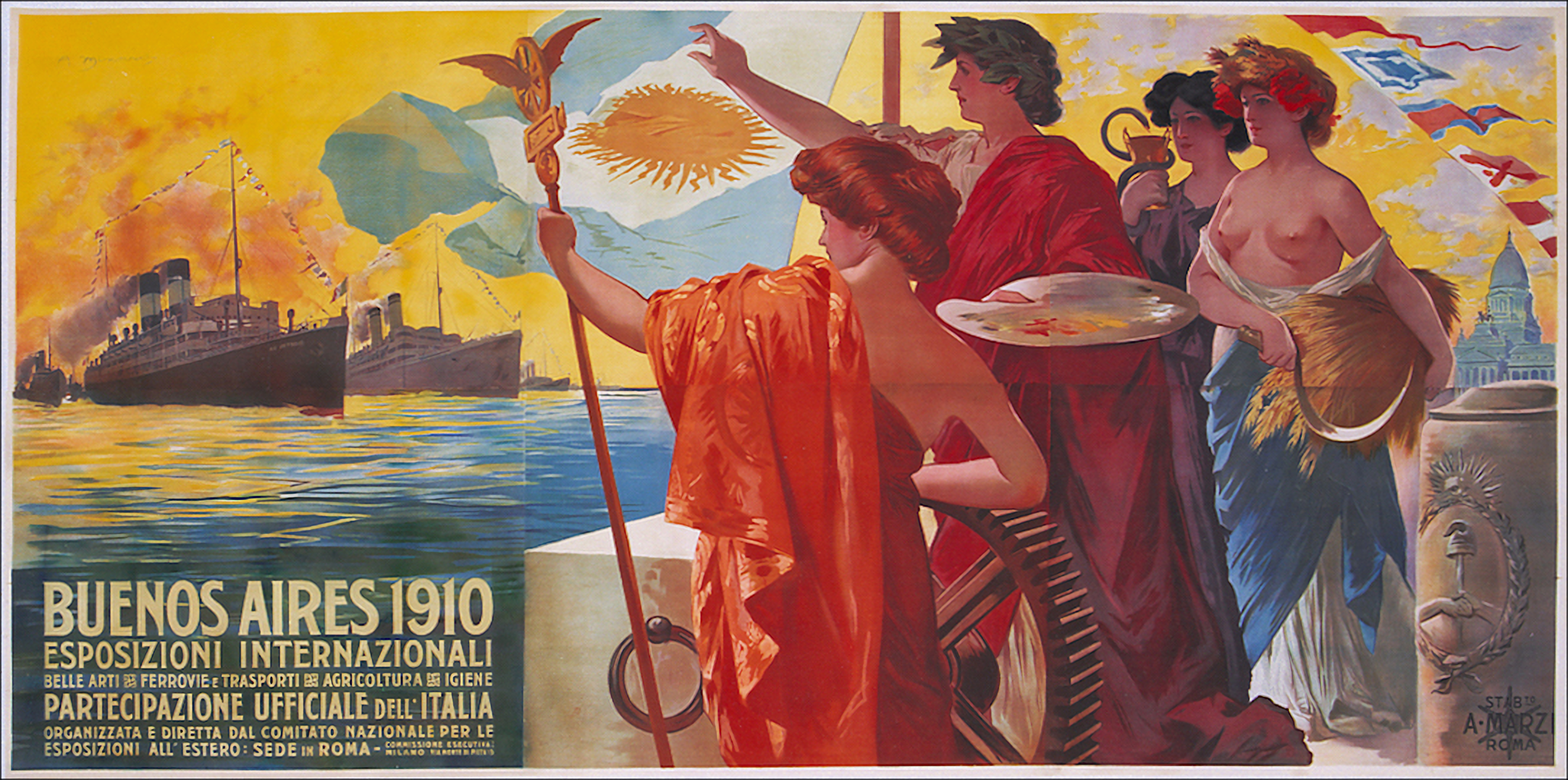
Ilustración para promocionar la Exposición Internacional de Buenos Aires, realizada por Adriano Minardi, pintor nacido en 1857 y fallecido en 1938.

## Visitantes ilustres
- Jules Huret
- Georges Clemenceau
- Isadora Duncan
- Anatole France
- Marguerite Moreno
- Enrico Ferri
- Guglielmo Ferrero
- Edmondo De Amicis
- Pietro Gori
- Jean Jaurès
- Vicente Blasco Ibáñez
- Infanta Isabel de Borbón
- Rubén Darío
- Gina Lombroso
- Pedro Montt
- Santiago Rusiñol